# Resident Evil Survivor 2 Code: Veronica
Resident Evil Survivor 2 Code: Veronica (укр. Оселя Зла: Код Вцілілого 2: Вероніка) — відеогра у жанрі Light-gun shooter, розроблена та видана японською компанією Capcom. Аркадна версія гри була розроблена спільно з Namco для аркадних автоматів. Гра була випущена для Sega NAOMI та PlayStation 2. Вона вийшла для PlayStation 2 8 листопада 2001 року в Японії, а в Європі - 22 березня 2002 року. У той час як версія для Playstation 2 є грою у жанрі light gun shooter, аркадна версія для NAOMI не має жодної технології пов'язаної зі світловим пістолетом, натомість управління кожним гравцем повністю здійснюється за допомогою трьохосьового джойстика у формі пістолету. Гра є другою частиною серії Gun Survivor і продовженням Resident Evil: Survivor. Гра адаптована за мотивами Resident Evil Code: Veronica і включає ворогів і персонажів з цієї гри, а також ворогів з Resident Evil 2 і 3. За нею послідувала гра Dino Stalker, яка є спін-оффом Dino Crisis і не має жодного відношення до Resident Evil.

## Сюжет
Клер Редфілд продовжує пошуки свого брата після інциденту в Раккун-Сіті, і невідоме джерело підказало їй про установу Амбрелли в Парижі. Коли вона спробувала проникнути всередину, її схопили, після чого відвезли до в'язниці Амбрелли на острові Рокфорт. Вона об'єднується з іншим ув'язненим, Стівом Бернсайдом, і разом вони планують втечу, поки на острові відбувається спалах Т-вірусу. Події цієї гри насправді виявляються сном після завершення аркадного режиму, який Клер бачить після втечі з Антарктиди зі своїм братом Крісом Редфілдом наприкінці гри Code: Veronica.

## Ігровий процес
У грі гравці керують одним із двох персонажів - Клер Редфілд або Стівом Бернсайдом - у двох різних режимах гри: підземелля та аркада. Обидва режими дозволяють використовувати світловий пістолет, зокрема GunCon 2 від Namco, хоча в гру можна грати і на стандартному контролері DualShock 2.
В аркадному режимі мета полягає в тому, щоб просто втекти з острова Рокфорт. Маршрут розбитий на кілька етапів, завершення кожного з них залежить від пошуків ключа та перемоги над головним босом, який ховається в цьому районі. Окрім босів, гравцям доведеться зіткнутися з різноманітними ворогами. В аркадному режимі також пропонується допомога через партнерську систему. Це дозволяє гравцям об'єднатися з керованим комп'ютером персонажем, щоб прикривати його. Наприклад, якщо гравці вирішили грати за Клер, їхнім напарником буде Стів. Гра працює за таймером, який відраховує час при вході в зону, і якщо час закінчується, Немезис з Resident Evil 3: Nemesis почне переслідувати гравця і швидко вб'є персонажів, якщо вони не поквапляться до виходу.
Без допомоги напарника, режим підземелля кидає гравців проти послідовних хвиль ворогів. Завершення місії знову ж таки визначається перемогою над босом, але чим більше зомбі та мутантів буде переможено, тим вищим буде загальний бал місії. Час також має вирішальне значення в цьому режимі, тому що кожного разу, коли ворога переможено, з'являється індикатор комбо, і гравець повинен перемогти іншого ворога до того, як індикатор спливе, щоб отримати додатковий бал за комбо. Якщо гравці достатньо швидкі та точні, то комбінація продовжуватиме множитися, що призведе до ще більшої кількості очок. У цьому режимі персонаж гравця може вибрати три види зброї для проходження місії. Деякі види зброї можуть використовувати як Клер, так і Стів, тоді як інші, такі як магнум і гранатомет, доступні лише конкретному персонажу.

## Розробка
Гра була анонсована як Biohazard: Fire Zone від Capcom у лютому 2001 року в рамках угоди з Namco про розробку аркадної гри, пов'язаної з серією Resident Evil. Ще в 1998 році Capcom розглядала можливість розробки аркадної гри після остаточного усталення франшизи. Ще на стадії бета-тестування, вона мала з'явитися на виставці AOU Amusement Expo у лютому 2001 року. З доступних відеозаписів можна було помітити, що в ігрових сценах не було ніякої озвучки; натомість усі розмови між Стівом Бернсайдом і Клер Редфілд були в субтитрах. Capcom вже тоді підтвердила, що не планує випускати аркаду на північноамериканський ринок. Лише через два місяці гру офіційно перейменували на Gun Survivor 2 Biohazard Code: Veronica.

## Сприйняття
В Японії видання Game Machine відзначило Resident Evil Survivor 2 Code: Veronica у своєму випуску від 15 серпня 2001 року як найуспішнішу аркадну гру місяця.